# Via Labicana
Via Labicana (en llatí via Labicana, en grec antic ἡ Λαβικανὴ ὁδός) va ser una via romana que sortia de la porta Esquilina a Roma i portava fins a la ciutat de Labicum a uns 25 km de Roma, on després seguia en la mateixa direcció cap a les muntanyes Albanes i s'unia amb la Via Llatina a l'estació de Ad Pictas. L'única estació entre Labicum i Ad Pictas era Ad Quintanas segons l'itinerari d'Antoní però la Taula de Peutinger afegeix Ad Statuas encara que no esmenta Ad Quintanas. Fins a Ad Quintanes seguia un curs paral·lel a la Via Prenestina. Aquesta via era més còmoda que la via Llatina, ja que estalviava la pujada als monts Albans, i per això a l'època final de l'Imperi era la més freqüentada, i la via Llatina es considerava un ramal d'aquesta, tal com ho diu l'Itinerari d'Antoní.
El seu itinerari es va reconstruir perfectament al segle xix. El punt exacte de Ad Pictas, això no obstant, no s'ha determinat. A la vora de la via, prop de Roma, hi havia diverses tombes, alguna d'elles prou grans; la més important és l'anomenada Torre Pignatara a uns 5 km de Porta Maggiore, que la tradició (sense cap fonament) diu que era la tomba d'Helena de Constantinoble, la mare de Constantí el Gran. Si que hi havia a la zona, a uns 8 km de Roma, la tomba familiar de l'emperador Didi Julià.